# 阿倫·波爾
，MBE（1945年5月12日—2007年4月25日）是一名已故的英格蘭職業足球運動員及球會領隊。阿倫·波爾是英格蘭獲得1966年世界盃冠軍隊中最年輕的成員及決賽最佳球員，曾兩度打破英格蘭球員轉會費最高紀錄。在22年的足球生涯中阿倫·波爾為曾效力的多支不同球會射入超過180球。
阿倫·波爾出生於蘭開夏（Lancashire）的小鎮法恩沃斯（Farnworth，現時隸屬大曼徹斯特），是同為足球運動員及領隊老阿倫·波爾（Alan Ball, Sr.）的兒子。阿倫·波爾是那種永不疲倦及勇於攔截的中場球員，可以擔任中場中或右中場。

## 球會

### 早年
阿倫·波爾少年時參加奧斯威斯奇教堂詩歌班（Oswestry Parish Church Choir），並加入詩歌班的足球隊，有次當老波爾到場觀看兒子比賽，承諾波爾每入一球可得6便士，結果波爾共射入15球！
波爾在黑池打出名堂。當仍然在學時，波爾已與狼隊簽署青年合約，條文規定不可代表所屬學校出賽，波爾因而缺席校隊的比賽而與校長不和。
當波爾離開學校後，狼隊決定不取錄他，波爾只有跟隨保頓訓練，但領隊比尔·里德因（Bill Ridding）因他體型矮小而放棄與波爾簽署職業球員合約。

### 黑池
由於黑池的教練是老波爾的好朋友，於1961年9月讓阿倫波爾試腳，隨即簽為學徒球員。波爾在1962年5月轉為職業球員，同年8月18日獲派處子登場，在晏菲路球場出戰利物浦，以2-1獲勝。

### 愛華頓
阿倫·波爾在1966年世界盃冠軍隊中的搶鏡表現吸引無數大球會的注意，最終在1966年8月以11萬2,000英鎊轉投愛華頓
。在愛華頓陣中與哥連夏菲（Colin Harvey）及侯活簡度（Howard Kendall）組成當時最強的三人中場線，被稱為「聖三一」（The Holy Trinity）。愛華頓晉級1968年的足總盃決賽，但加時後以0-1不敵西布朗，翌年於四強階段被曼城淘汰出局。 
1969/70年球季愛華頓力拒季末節節進逼的列斯聯，奪得甲組聯賽冠軍，波爾作為球隊主力獲得他個人首面，也是唯一一面本土重要錦標冠軍獎牌。
翌季足總盃準決賽愛華頓巧逢默西賽德郡對頭利物浦，波爾先開紀錄，但結果1-2敗陣被淘汰，而利物浦晉級決賽最終亦以1-2負於當屆雙料冠軍阿仙奴。波爾稍後第50次代表英格蘭出戰北愛爾蘭，於1971年12月22日阿仙奴付出破紀錄的22萬英鎊將波爾帶到高貝利球場（Highbury）。

### 阿仙奴
阿倫·波爾於26歲之齡，無論體能及狀態均達到顛峰的時間加盟阿仙奴，於1971年12月27日處子首戰諾定咸森林，但當季（1971/72年球季）阿仙奴無法衛冕聯賽冠軍，而百週年的足總盃決賽在溫布萊球場以0-1僅負給列斯聯。 
1972/73年球季波爾幾乎出席阿仙奴所有的比賽，上陣達到50場之多，但為阿仙奴贏得雙料冠軍的陣容已經瓦解，而替補球員並不具備足夠的實力；波爾成為陣中少數具質素的球員，於1974年獲委任為隊長。同年4月波爾受傷斷腳，缺席1974/75年球季季初的比賽，這年阿仙奴只在聯賽榜排另人失望的第16位。波爾在季前友誼賽對克魯時受傷，又不能在1975/76年球季季初上陣，這年阿仙奴更跌到第17位，比堤美（Bertie Mee）在季後辭職，由泰利尼爾（Terry Neill）走馬上任，明言球隊需要有新方向。已達到31歲的波爾為阿仙奴效力多半季，於1976年12月以6萬英鎊出售到修咸頓。波爾共為阿仙奴上陣217場及射入52球。

### 修咸頓及北美洲
阿倫·波爾最近的三次轉會有非常巧合的共通點，分別於1966年、1971年及1976年年尾加盟新球會愛華頓、阿仙奴及修咸頓；而每間球會均為上屆足總盃得主。而波爾自己卻從未獲得足總盃冠軍。
波爾協助修咸頓於1978年升級重返甲組，翌年在聯賽盃決賽2-3負於諾定咸森林獲得一面亞軍獎牌。
1978年5月波爾加入剛起步的「北美洲足球聯賽」（North American Soccer League），以球員兼教練身份加盟費城費里（Philadelphia Fury）。1979年6月再轉投溫哥華白浪（Vancouver Whitecaps），協助球隊先在常規賽獲得「國家聯盟西區」（National Conference, Western Division）冠軍，再在季後賽先後擊敗達拉斯、洛杉磯及紐約奪得「國家聯盟」總冠軍，然後在「足球碗'79」（Soccer Bowl '79）2-1擊敗坦帕灣贏得「北美洲足球聯賽總冠軍」（NASL Championship）。

### 返回黑池
1980年2月阿倫·波爾返回英格蘭，以球員兼領隊身份加盟其出身球隊黑池，但這次回歸只維持了一年的時間。初時波爾的任命獲得黑池球迷的支持，而波爾亦以無比的熱誠希望為球隊帶來美好的時刻，亦有足夠的能量間中落場比賽。
翌年黑池近期的黑氣加深，球隊逐漸墮入降級的危險區域，幸好最後的6場比賽勝出4場，確保球隊處於第18位成功護級。球季未波爾引入數名新球員，同時準備倚重年青球員打拚，但最令球迷反感是出售布隆菲尔德路球场（Bloomfield Road）的寵兒托尼·凯路（Tony Kellow）。1980/81年新球季展開，黑池仍然只能在榜尾掙扎，球隊的表現未如波爾的承諾，球迷季前的樂觀情緒逐漸轉化成憤怒。
1980年11月22日在足總盃第一圈淘汰菲尔德海岸（Fylde Coast）鄰居弗利特伍德後，波爾公開批評球迷不支持球隊爭取成功。最終在1981年2月8日敗於賓福特後，波爾被即時中止合約，同時亦徹底破壞雙方的感情，而黑池亦於是季季尾降級。

### 回到修咸頓直到退役
1981年3月阿倫·波爾重返修咸頓與前英格蘭隊友奇雲基謹及米克燦儂（Mick Channon）併肩作戰。
1982年10月波爾離開修咸頓到香港轉投東方，於1983年1月返回英國加盟，翌季（1983/84年球季）正式退役。
在其21年職業足球生涯中，阿倫·波爾共上陣975場競爭性比賽。

## 國家隊

### 1966年世界盃
雖然效力在榜尾掙扎的黑池，阿倫·波爾的勤勞、耐力及傳球能力仍獲英格蘭領隊藍西（Alf Ramsey）的賞識，在1965年5月9日徵召波爾於贝尔格莱德1-1戰平南斯拉夫首次披上國家隊球衣，三天後是波爾的20歲生日。
藍西稍後開始為由英格蘭主辦的世界盃作準備，研究一套需要具備防守及勤勞決心的中場球員配合的戰術，是當時的邊線球員並不具備的特質，因此波爾成為藍西的重要棋子，既可以按傳統在邊線或中路活動，亦擁有充足的體力協助防守。
年僅21歲的波爾成為藍西22名世界盃大軍中最年輕的成員，雖然英格蘭在66年世界盃的成功被視為集體勝利，而波爾的表現亦被稱讚為數名陣中年青成員的個人成就，波爾、哥富靴斯及馬田彼得斯（Martin Peters）在決賽對西德前代表英格蘭的次數仍為單位數字。
1966年7月30日溫布萊球場的10萬觀眾見證波爾精彩的個人表現。

## 教練及領隊

### 樸茨茅夫
1984年5月阿倫·波爾在樸茨茅夫恢復擔任領隊職務，並獲得重大勝利。帶領的頭兩年僅以些微分數錯失升級甲組的機會，最終在1987年獲得聯賽亞軍升上頂級聯賽。但只與頂級精英角逐一季即降級返回乙組，而波爾亦於1989年1月因未能再度帶領球隊爭取升級而被辭退。

### 高車士打及史篤城
被樸茨茅夫辭退後僅一個月，阿倫·波爾便加盟高車士打作為澤克華萊士（Jock Wallace）的副手，同年10月轉投史篤城在米克美路士（Mick Mills）之下擔任類似的工作。但米克美路士在兩週後被徹職，波爾被提升成為領隊，雖然大花金錢購買新球員，但季末史篤城仍然降級到丙組。當史篤城於1991年2月位處於歷來聯賽最低位置的第三級聯賽第15位時，波爾亦難逃被炒的命運。

### 埃克塞特及英格蘭
1991年7月阿倫·波爾獲委任為丙組球隊埃克塞特的領隊，由於財政緊絀導致球隊需要在下游打拚，直到1993年仍能保留第三級聯賽（於1992年超聯成立後稱為乙組《第三級》）席位，但在他離任後，球隊也在季末降級到聯賽最底層。
於1992年2月到8月期間曾協助由格拉咸泰萊（Graham Taylor）帶領的英格蘭擔任教練的職務。

### 修咸頓
1994年1月阿倫·波爾離開埃克塞特轉投修咸頓，取代不受歡迎的伊恩班霍治（Ian Branfoot）擔任領隊之職。 

## 榮譽

### 球員
英格蘭
- 世界盃冠軍：1966年

愛華頓
- 甲組聯賽冠軍：1969-70年
- 足總盃亞軍：1968年

阿仙奴
- 甲組聯賽亞軍：1972-73年
- 足總盃亞軍：1972年

修咸頓
- 乙組聯賽亞軍：1977-78年
- 聯賽盃亞軍：1979年

直到獲得世界盃後超過30年的2000年，阿倫波爾才與另外四名冠軍成員羅渣亨特（Roger Hunt）、奴比史梯爾（Nobby Stiles）、雷威爾遜（Ray Wilson）及（George Cohen）以他們對足球作出的貢獻獲頒發MBE勳銜，得到官方肯定他們的成就。2003年阿倫波爾獲選入英格蘭足球名人堂。

### 領隊
樸茨茅夫
- 乙組聯賽亞軍：1986-87年

## 私人生活
阿倫·波爾在奧斯威斯奇男子高校（Oswestry Boys High School）及法恩沃斯文法學校（Farnworth Grammar School）就讀。他的父親老波爾於1982年1月在塞浦路斯撞車去世。
波爾雖然矮小，但憑著高八度的聲音及一頭火紅色的頭髮而經常突圍而出。2004年出版名為《加時作賽》（Playing Extra Time）的自傳，獲得好評。除開足球生涯的高高低低，波爾在他的妻子及女兒先後因癌症去世後公開其作為在家男人的掙扎歷程，他的妻子莱丝莉（Lesley）在與卵巢癌搏鬥3年後於2004年5月16日與世長辭，終年57歲。波爾仍然留居在修咸頓附近瓦萨希（Warsash）的老家，而瓦萨希正正位於他曾經任教的南岸對頭球隊修咸頓及樸茨茅夫中間。自2005年中開始與青梅竹馬的维拉妮·毕屈（Valerie Beech，前保頓球員哈里·毕屈的前妻）交往。
2005年5月波爾將其世界盃冠軍獎牌交佳士得（Christie's）拍賣，以破紀錄的16萬4,800英鎊售出，扣除佣金後可得約14萬英鎊，他的世界盃決賽喼帽同時亦以43,200英鎊售出，波爾透露款項將用於支持家庭的經濟，波爾有一名兒子吉米（Jimmy）、兩名在世的女兒曼迪（Mandy）及姬丽（Keeley）及三名孫兒。

## 去世
2007年4月25日清晨，阿倫·波爾在位於漢普郡瓦萨希（Warsash）家中試圖撲滅早一日焚燒的清理花園廢物，但死灰重燃並波及附近的圍欄，心臟病突發而去世，終年61歲。事發當日波爾原本預算與其修咸頓舊上司麥美尼美（Lawrie McMenemy）一同出席「西薩克斯心臟基金」（Wessex Heart Foundation）一項慈善活動的高爾夫球賽。
波爾的葬禮於2007年5月3日下午一時在溫徹斯特大教堂舉行，靈柩蓋上英格蘭國旗，其上放上波爾生前常戴的扁絨帽，估計有10,000人出席，在法蘭·仙納杜拉《My Way》的歌聲中，群眾拍掌送別這名球場上的「小巨人」。波爾是繼1993年去世的卜比摩亞（Bobby Moore）後第二位離世的66年世界盃冠軍隊成員。
2008年3月27日在波爾的出生地法恩沃斯（Farnworth）舊居設立紀念牌匾。

## 註腳
1. ↑  .   [2008-05-16]. （原始内容存档于2016-03-07）.
2. ↑  Calley, Roy (1992年)，《Blackpool: A Complete Record 1887-1992》，39頁
3. 1 2 3 4  Calley, Roy (1992年): 《Blackpool: A Complete Record 1887-1992》
4. ↑  .   [2008-05-15]. （原始内容存档于2007-10-05）.
5. ↑  .   [2008-05-16]. （原始内容存档于2008-07-02）.
6. ↑  World Cup winner Ball died tackling garden fire 的存檔，存档日期2007-04-27.
7. ↑  .   [2008-05-15]. （原始内容存档于2007-09-29）.
8. ↑  .   [2008-05-16]. （原始内容存档于2009-09-26）.
9. ↑  .   [2008-05-15]. （原始内容存档于2007-09-12）.
10. ↑  .   [2008-05-16]. （原始内容存档于2007-08-26）.
11. ↑  .   [2008-05-16]. （原始内容存档于2016-03-08）.

## 外部連結
- 足球数据库：Alan Ball的球员统计数据
- Alan Ball about how Ronnie Ekelund joined Saints （页面存档备份，存于）
- Managerial statistics on Soccerbase
- English Football Hall of Fame profile
- Photos and biography （页面存档备份，存于） at sporting-heroes.net
- Alan Ball profile on Arsenal-land